# Los Coronas
Los Coronas es un grupo madrileño de surf rock y rock instrumental de España.

## Desarrollo
Fundados por Fernando Pardo y David Krahe en 1991, su nombre está tomado de Corona, localidad californiana donde Fender ubicó su fábrica de producción de guitarras hasta el 1991, año en el que la trasladó a Arizona. Los orígenes del grupo se remontan a 1989, cuando Fernando Pardo -Sex Museum- intenta poner en marcha un proyecto rock’n'roll “con mucho reverb y el puro ritmo surfero de Dick Dale“. Y esta es la principal influencia de la banda, grupos como el citado Dick Dale, The Ventures, Link Wray o Jerry Cole. En 1991 la formación se consolida, cuando Fernando Pardo se une a David Krahe, miembro de No Wonder, y este dúo, que aún se mantiene en la actualidad, será el núcleo del grupo. En su web afirman lo siguiente: “elegimos el surf como estilo para doctorarnos en rock n’ roll.. Y con un nivel de autoexigencia casi enfermizo -”llevábamos tocando desde el 91 y hasta el 95 no creíamos que estábamos preparados para grabar un disco”. “Nuestras aspiraciones siempre han sido muy grandes en lo musical y muy pequeñas en cuestión de éxito”.
En 1992 publican “Tormenta” (Animal, 1992), un EP con tres canciones del que no quedaron muy contentos, por lo que pasarían tres años, de trabajo duro y largos ensayos, con el propósito firme de mejorar su sonido, hasta que sale a la luz “Los Coronas” (Tritone, 1995). El disco tiene una muy buena acogida dentro de la escena, y sus temas comienzan a aparecer en recopilatorios de R ‘n’ R y surf instrumental de los EE. UU., Japón, Alemania y Suecia. Incluso Phil Dirt, durante varios años los situó en la lista de las diez primeras de bandas de surf en su web. Apenas un año después, sale al mercado “Gen-U-Ine Sounds” (Tritone, 1996), su sonido va ganando solvencia y también sus labores compositivas, de hecho, los diez cortes del disco son propios. Es un momento de auge para el surf, debido en gran medida al revival que trajo consigo la banda sonora de “Pulp Fiction” (Quentin Tarantino, 1994), e incluso el grupo participa como teloneros del maestro Dick Dale en su gira española.
La formación sufrió varios cambios a lo largo de su historia. Así pasaron por la batería José Bruno El Niño, su hermano Kiki Tornado y Roberto Lozano -Loza- que es el actual batería de la banda. Por el bajo pasaron Pablo Rodas -Sex Museum-, Javi Polo -The Winnerys- y el actual Javi Vacas -La Vacazul-. Las guitarras siempre estuvieron en las manos de Fernando Pardo y David Krahe.
En el 2003 participan en el Wipe-Out Weekend Festival 2003 de Calella (Barcelona) y la organizadora del evento, El Toro, decide poner en circulación sus dos primeros discos que se encontraban descatalogados, editándose “The Vivid Sounds of…” (El Toro, 2003). Fueron años en los que el grupo estuvo alejado de un estudio de grabación, pero eso no les impidió hacer largas giras por el país y gran parte del extranjero, convirtiéndose en grupo de culto dentro de la escena del rock instrumental. Casi inmediatamente tras la gira lanzan “Caliente Caliente” (Tritone, 2004), en el cual su sonido los convierte en una de las bandas españolas con mayor proyección internacional. Con la presentación del disco, comienza una larga gira por la que recorren prácticamente toda la geografía española, siendo el momento culminante su participación en el Festimad ’04.
En noviembre del 2005 desembarcan en Méjico, en una gira exitosa que los acerca a la discográfica Isotonic Records, que decide editar “Surfin’ Tenochtitlan” (Isotonic, 2006), disco recopilatorio en el que el grupo regresaba a los estudios Heatroom de Madrid sus canciones favoritas, repasando la historia del grupo desde sus orígenes hasta el presente. El disco será reeditado por Gaztelupeko Hotsak, “Surfin’ Tenochtitlan” (Gaztelupeko Hotsak, 2006), en edición de CD y doble LP y manteniendo el diseño realizado por Isotonic.
En el 2009, y está vez como cuarteto tras la pérdida de Óscar Ybarra -responsable de las trompetas de su último largo-, vuelven a la carga con “El Baile Final…” (Bittersweet, 2009), su particular homenaje al western y al universo musical cinematográfico con vocación surfista. No faltan los guiños a Fernando Fernán Gómez -“Alamerde”- y a Kraftwerk, atreviéndose a realizar una versión customizada del “Radioactivity” de los alemanes, aderezada con el “Ghost riders in the sky” de Stan Jones. Para su presentación, gira multitudinaria por España y participación en el South by Southwest Festival de Austin.
La formación se consolida con la entrada de Yahven Reichkalov a la trompeta y lo celebra lanzando un split en 10″ con la banda neoyorquina The Hi-Risers, “Have a Cocktail with… Los Coronas & The Hi-Risers” (Bloody Hotsak, 2009). Los Coronas incluyen dos versiones, “Flamenco” de Los Brincos y “Take Five“, un tema célebre del jazz que hizo famoso Dave Brubeck. En México, Isotonic prepara la edición de “El Baile Final…” con portada nueva a cargo de Jorge Alderete y los dos cortes del split como extras, su lanzamiento coincide con una gira de dos semanas de la banda por el país azteca.
En el 2010 se asocian con los vallisoletanos Arizona Baby y deciden dar una gira juntos bajo el lema de Dos Bandas y un Destino. Para conmemorar la reunión, ambas bandas publican en primera instancia el EP “Dos Bandas y un Destino” (Subterfuge, 2010) en vinilo de 7″ con doble portada y cuatro de las versiones que ofrecen en sus shows. Cuatro cortes entre los que nos encontramos con las versiones del “Wish you were here” de Pink Floyd, “Too drunk to fuck” de Dead Kennedys, “Runaway” de Del Shannon y “La cárcel de Sing Sing” de Alci Acosta. A continuación lanzan “Dos Bandas y un Destino. El Concierto” (Subterfuge, 2011), CD+DVD que recoge la actuación que ofrecieron el 18 de noviembre de 2010 en la sala Joy Eslava de Madrid. Poco después las dos bandas se fusionan bajo un mismo nombre, Corizonas, y entregan el largo “The News Today” (Subterfuge, 2011). Un trabajo en el que generan un universo propio en el que tienen cabida grupos de ayer, de hoy y de siempre como The Jayhawks, Fleet Foxes, Wilco o My Morning Jacket.
En 2013, vuelve a ver la luz un nuevo disco de estudio de Los Coronas. Tras una exitosa gira por Australia, publican "Adiós Sancho" (Tritone, 2013), producido por Craig Schumacher conjuntamente con Los Coronas, grabado por Chris Schultz en WaveLab Studio en Tucson (Arizona) y masterizado por JJ Golden en California. Sin olvidarse de sus sonidos fronterizos, se atreven a experimentar en nuevos sonidos que les llevará a una extensa gira por toda España.
Temas suyos han aparecido en películas como Airbag, Abre los ojos y Lena así como en varios cortos.
Se ha anunciado la publicación de su nuevo disco que lleva por título "Señales de humo" para el día 29 de septiembre de 2017, disco compuesto por diecisiete temas instrumentales.

## Componentes
La composición actual la conforman:
- Fernando Pardo: guitarra
- David Krahe: guitarra
- Roberto Lozano Loza: batería
- Javier Vacas: bajo
- Yevhen Riechkalov: trompeta

### Antiguos miembros
- José Bruno El Niño, batería
- Kiki Tornado, batería
- Pablo Rodas de Sex Museum, bajo
- Javi Polo de The Winnerys, bajo

## Discografía
Los Coronas tienen los siguientes discos editados:
- Señales de Humo (Tritone Records, 2017)
- Nueva Dimensión Vital (Subterfuge Records, 2016) CORIZONAS
- El Extraño Viaje (EP) (Tritone Records, 2013)
- Adiós Sancho (Tritone Records, 2013)
- The News Today (Subterfuge Records, 2011) CORIZONAS
- Dos Bandas Y Un Destino. El Concierto (Subterfuge Records, 2011) LOS CORONAS & ARIZONA BABY
- Dos Bandas Y Un Destino (EP) (Subterfuge Records, 2010) LOS CORONAS & ARIZONA BABY
- Have A Cocktail With... Los Coronas & The Hi-Risers (10') (Gaztelupeko Hotsak, 2009)
- El Baile Final... de los Locos y los Cuerdos (Bittersweet Recordings, 2009) (Tritone Records,2010)
- Surfin' Tenochtitlan (Recopilatorio) (Gaztelupeko Hotsak -Edición española-, Isotonic Records-Edición mexicana-, 2006)
- Caliente Caliente (Tritone Records, 2004)
- The Vivid Sounds Of (Recopilatorio) (El Toro Records, 2003)
- Gen-U-Ine Sounds (Tritone Records, 1996)
- Los Coronas (Tritone Records, 1995)
- Tormenta (EP) (Animal, 1992)